# Rudolf Fischer (Rennfahrer)
Rudolf Fischer (* 12. April 1912 in Schaffhausen; † 30. Dezember 1976 in Luzern) war ein Schweizer Autorennfahrer.

## Karriere
Der Amateurrennfahrer und erfolgreiche Restaurantbesitzer fuhr in den 1950er Jahren seine eigenen Ferraris unter der Flagge der Ecurie Espadon.
Nachdem Fischer schon in den 1930er Jahren mit einem Alfa Romeo sporadisch bei nationalen Sportwagenrennen erschienen war, startete er 1947 beim Preis von Lausanne mit einem 1,1-l-Cisitalia-Rennwagen, den er für die folgende Saison durch einen Simca-Gordini mit ebenfalls 1,1 l Hubraum ersetzte. Obwohl das Auto damit weit unter dem für Grand-Prix-Rennen für Saugmotoren erlaubten Limit von 4500 cm³ lag, nahm Fischer nicht nur an verschiedenen nationalen und internationalen Rennen für die Voiturette-Kategorie teil, sondern trat damit auch beim Gran Premio di San Remo bei einem Grand Prix an. 1949 stieg er auf einen weiteren Simca-Gordini mit 1430 cm³ Hubraum um, mit dem er beim Bergrennen von La Sonnaz den Tagessieg erringen konnte.
1950 plante er den Einstieg in die Formel 1 mit einem von dem ehemaligen Fiat- und Cisitalia-Ingenieur Giovanni Savonuzzi konstruierten SVA-Rennwagen, der allerdings mit seinem 1,1-l-Kompressormotor das Hubraumlimit der Formel 1 für aufgeladene Motoren von 1500 cm³ ebenfalls nicht voll ausschöpfte. Das Auto erwies sich schnell als nicht konkurrenzfähig, sodass sich Fischer anschließend dem britischen HWM-Team anschloss, für das er unter anderem als Teamkollege von Stirling Moss mehrere Formel-2-Rennen bestritt.
Zusammen mit dem Schweizer Rennfahrer Peter Staechelin gründete Fischer daraufhin mit der Ecurie Espadon ein eigenes Rennteam, das die Saison 1951 mit zwei Formel-2-Rennwagen von Ferrari bestritt. Für Formel-1-Einsätze stand aber auch ein V12-Motor von 2560 cm³ Hubraum zur Verfügung, der wahlweise in eines der Autos eingebaut werden konnte. In der Formel 2 holte sich Fischer damit Siege in den Rennen von Aix-les-Bains und Angoulème sowie den Tagessieg beim Bergrennen am Schauinsland im Schwarzwald. In der Formel 1 erzielte er Podestplätze in Siracusa (3. Platz), San Remo (3. Platz) und Bordeaux (2. Platz). Beim Weltmeisterschaftslauf zum Großen Preis von Deutschland auf dem Nürburgring verfehlte er auf dem sechsten Platz knapp die Punkteränge. Am Ende der Saison wurde Fischer Schweizer Rennwagenmeister.
Für 1952 erwarb Fischer mit dem Ferrari 500 das neueste Modell des italienischen Rennwagenherstellers. Infolge einer Krise in der Formel 1 wurden die Weltmeisterschaftsläufe in diesem Jahr mit Formel-2-Rennwagen ausgetragen, sodass Fischer zum ersten Mal eine vollständige Grand-Prix-Saison mit wirklich konkurrenzfähigem Material bestreiten konnte. Schnell erwies sich der Ferrari 500, insbesondere der vom Werksteam eingesetzte Wagen mit Alberto Ascari, als die dominante Konstruktion der Saison und auch Fischer konnte mit dem zweiten Platz beim Eröffnungsrennen, dem Großen Preis der Schweiz in Bremgarten und dem dritten Platz beim Großen Preis von Deutschland am Nürburgring, wo es ihm ebenfalls gelang, in die Phalanx der Werkswagen einzubrechen, für einen Privatfahrer beachtliche Ergebnisse erzielen. In der Endabrechnung dieses Jahres belegte er nach fünf Starts den vierten Platz im Gesamtklassement, was das beste Resultat eines Amateur- bzw. Privatfahrers innerhalb der Fahrerweltmeisterschaft bedeutete, das jemals erzielt wurde. Daneben konnte Fischer auch mit dem Eifelrennen ein weiteres bedeutendes internationales Formel-2-Rennen gewinnen und sich erneut den Meistertitel in der Schweiz sichern.
Nachdem aber trotz seines eindrucksvollen Abschneidens nicht Fischer, sondern der Engländer Mike Hawthorn für 1953 ins Ferrari-Werksteam aufgenommen wurde, sah er für sich als Privatfahrer keine Perspektive mehr und beschloss, den Rennsport aufzugeben.

## Statistik

### Statistik in der Automobil-Weltmeisterschaft

#### Gesamtübersicht
| Saison | Team           | Chassis       | Motor           | Rennen | Siege | Zweiter | Dritter | Poles | schn. Rennrunden | Punkte | WM-Pos. |
| ------ | -------------- | ------------- | --------------- | ------ | ----- | ------- | ------- | ----- | ---------------- | ------ | ------- |
| 1951   | Ecurie Espadon | Ferrari 212F2 | Ferrari 2.5 V12 | 2      | −     | −       | −       | −     | −                | −      | NC      |
| 1952   | Ecurie Espadon | Ferrari 500   | Ferrari 2.0 L4  | 5      | −     | 1       | 1       | −     | −                | 10     | 4.      |
| Gesamt | Gesamt         | Gesamt        | Gesamt          | 7      | −     | 1       | 1       | −     | −                | 10     |         |

#### Einzelergebnisse
| Saison | 1 | 2 | 3   | 4  | 5 | 6 | 7   | 8 |
| ------ | - | - | --- | -- | - | - | --- | - |
| 1950   |   |   |     |    |   |   |     |   |
|        |   |   | DNA |    |   |   |     |   |
| 1951   |   |   |     |    |   |   |     |   |
| 11     |   |   |     |    | 6 |   |     |   |
| 1952   |   |   |     |    |   |   |     |   |
| 2      |   |   | 11  | 13 | 3 |   | DNF |   |

| Legende  | Legende            | Legende                                                          |
| Farbe    | Abkürzung          | Bedeutung                                                        |
| -------- | ------------------ | ---------------------------------------------------------------- |
| Gold     | –                  | Sieg                                                             |
| Silber   | –                  | 2. Platz                                                         |
| Bronze   | –                  | 3. Platz                                                         |
| Grün     | –                  | Platzierung in den Punkten                                       |
| Blau     | –                  | Klassifiziert außerhalb der Punkteränge                          |
| Violett  | DNF                | Rennen nicht beendet (did not finish)                            |
| Violett  | NC                 | nicht klassifiziert (not classified)                             |
| Rot      | DNQ                | nicht qualifiziert (did not qualify)                             |
| Rot      | DNPQ               | in Vorqualifikation gescheitert (did not pre-qualify)            |
| Schwarz  | DSQ                | disqualifiziert (disqualified)                                   |
| Weiß     | DNS                | nicht am Start (did not start)                                   |
| Weiß     | WD                 | zurückgezogen (withdrawn)                                        |
| Hellblau | PO                 | nur am Training teilgenommen (practiced only)                    |
| Hellblau | TD                 | Freitags-Testfahrer (test driver)                                |
| ohne     | DNP                | nicht am Training teilgenommen (did not practice)                |
| ohne     | INJ                | verletzt oder krank (injured)                                    |
| ohne     | EX                 | ausgeschlossen (excluded)                                        |
| ohne     | DNA                | nicht erschienen (did not arrive)                                |
| ohne     | C                  | Rennen abgesagt (cancelled)                                      |
| ohne     | keine WM-Teilnahme |                                                                  |
| sonstige | P/fett             | Pole-Position                                                    |
| sonstige | 1/2/3/4/5/6/7/8    | Punktplatzierung im Sprint-/Qualifikationsrennen                 |
| sonstige | SR/kursiv          | Schnellste Rennrunde                                             |
| sonstige | *                  | nicht im Ziel, aufgrund der zurückgelegten Distanz aber gewertet |
| sonstige | ()                 | Streichresultate                                                 |
| sonstige | unterstrichen      | Führender in der Gesamtwertung                                   |